# Chelicerca albitarsa
Chelicerca albitarsa is een insectensoort uit de familie Anisembiidae, die tot de orde webspinners (Embioptera) behoort. De soort komt voor in Mexico.
Chelicerca albitarsa is voor het eerst wetenschappelijk beschreven door Ross in 2003.